# V-League 2019-2020 (maschile)
La V-League 2019-2020, 16ª edizione della massima serie del campionato sudcoreano di pallavolo maschile, si è svolta dal 12 ottobre 2019 al 1º marzo 2020: al torneo hanno partecipato 7 squadre di club sudcoreane e la vittoria finale non è stata assegnata ad alcuna squadra a seguito dell'interruzione del campionato a causa della pandemia di COVID-19.

## Regolamento

### Formula
La competizione prevede che le sette squadre partecipanti prendano parte a una regular season composta da sei round, per un totale di trentasei incontri ciascuna:
- la prima classificata accede direttamente alla finale dei play-off scudetto, giocata al meglio delle cinque gare;
- la seconda e la terza classificata accedono alla semifinale dei play-off scudetto, giocandosi l'accesso in finale al meglio delle tre gare;
- la terza e la quarta classificata, in caso di distacco compreso o inferiore a 3 punti, accedono ai quarti di finale in gara unica.

A seguito del diffondersi della pandemia di COVID-19 in Corea del Sud, il 25 febbraio 2020 la KOVO ha comunicato ai club l'obbligo di disputare tutti gli incontri senza pubblico fino a nuovo ordine; il 2 marzo ha annunciato la sospensione temporanea del torneo, decretando poi la definitiva cancellazione senza l'assegnazione del titolo il 23 marzo; la classifica finale è stata stilata tenendo conto della classifica al termine del quinto round.

### Criteri di classifica
Se il risultato finale è stato di 3-0 o 3-1 sono stati assegnati 3 punti alla squadra vincente e 0 a quella sconfitta, se il risultato finale è stato di 3-2 sono stati assegnati 2 punti alla squadra vincente e 1 a quella sconfitta.
L'ordine del posizionamento in classifica è stato definito in base a:
- Punti;
- Numero di partite vinte;
- Ratio dei set vinti/persi;
- Ratio dei punti realizzati/subiti.

## Squadre partecipanti
| Club               | Stagione | Città     | Impianto              | Stagione precedente       |
| ------------------ | -------- | --------- | --------------------- | ------------------------- |
| Hyundai Skywalkers | Dettagli | Cheonan   | Ryu Gwansun Gymnasium | Campione di Corea del Sud |
| KB Stars           | Dettagli | Uijeongbu | Uijeongbu Gymnasium   | 6ª in V-League            |
| KEPCO Vixtorm      | Dettagli | Suwon     | Suwon Gymnasium       | 7ª in V-League            |
| Korean Air Jumbos  | Dettagli | Incheon   | Gyeyang Gymnasium     | 2ª in V-League            |
| OK Rush & Cash     | Dettagli | Ansan     | Sangnoksu Gymnasium   | 5ª in V-League            |
| Samsung Bluefangs  | Dettagli | Daejeon   | Chungmu Gymnasium     | 4ª in V-League            |
| Woori Card Wibee   | Dettagli | Seul      | Jangchung Gymnasium   | 3ª in V-League            |

## Torneo

### Regular season

#### Risultati
| Primo round |                                        |     |                                   |
|             |                                        |     |                                   |
| 12-10       | Hyundai Skywalkers - Korean Air Jumbos | 1-3 | 23-25, 23-25, 25-20, 22-25        |
| 13-10       | Samsung Bluefangs - Woori Card Wibee   | 0-3 | 14-25, 17-25, 22-25               |
| 15-10       | KB Stars - KEPCO Vixtorm               | 3-2 | 22-25, 18-25, 25-19, 25-19, 15-13 |
| 16-10       | Samsung Bluefangs - OK Rush & Cash     | 1-3 | 26-24, 18-25, 21-25, 22-25        |
| 17-10       | Hyundai Skywalkers - Woori Card Wibee  | 2-3 | 25-13, 21-25, 28-26, 21-25, 11-15 |
| 18-10       | Korean Air Jumbos - KEPCO Vixtorm      | 3-0 | 25-14, 38-36, 25-18               |
| 19-10       | KB Stars - Samsung Bluefangs           | 2-3 | 21-25, 26-24, 25-27, 25-18, 10-15 |
| 20-10       | OK Rush & Cash - Woori Card Wibee      | 3-1 | 25-23, 29-27, 18-25, 25-17        |
| 22-10       | Korean Air Jumbos - Samsung Bluefangs  | 1-3 | 25-22, 23-25, 14-25, 19-25        |
| 23-10       | KEPCO Vixtorm - Woori Card Wibee       | 1-3 | 23-25, 25-20, 19-25, 23-25        |
| 24-10       | KB Stars - Hyundai Skywalkers          | 2-3 | 21-25, 25-19, 26-24, 25-27, 12-15 |
| 25-10       | OK Rush & Cash - Korean Air Jumbos     | 3-0 | 25-17, 25-23, 25-21               |
| 26-10       | Samsung Bluefangs - KEPCO Vixtorm      | 3-1 | 25-21, 25-17, 19-25, 25-21        |
| 27-10       | Woori Card Wibee - KB Stars            | 3-2 | 24-26, 20-25, 25-22, 25-21, 15-10 |
| 29-10       | Hyundai Skywalkers - KEPCO Vixtorm     | 1-3 | 26-28, 23-25, 25-20, 22-25        |
| 30-10       | KB Stars - OK Rush & Cash              | 2-3 | 25-14, 25-16, 20-25, 25-27, 12-15 |
| 31-10       | Woori Card Wibee - Korean Air Jumbos   | 0-3 | 20-25, 18-25, 24-26               |
| 01-11       | Hyundai Skywalkers - Samsung Bluefangs | 3-2 | 23-25, 22-25, 25-23, 26-24, 15-10 |
| 02-11       | KEPCO Vixtorm - OK Rush & Cash         | 0-3 | 19-25, 21-25, 20-25               |
| 03-11       | Korean Air Jumbos - KB Stars           | 3-1 | 25-22, 17-25, 25-21, 25-23        |
| 05-11       | OK Rush & Cash - Hyundai Skywalkers    | 0-3 | 18-25, 23-25, 26-28               |

| Secondo round |                                        |     |                                   |
|               |                                        |     |                                   |
| 06-11         | Korean Air Jumbos - Woori Card Wibee   | 3-0 | 29-27, 25-22, 25-17               |
| 07-11         | Samsung Bluefangs - KB Stars           | 3-1 | 25-18, 19-25, 25-21, 25-20        |
| 08-11         | KEPCO Vixtorm - Hyundai Skywalkers     | 3-1 | 25-21, 26-28, 26-24, 25-20        |
| 09-11         | Woori Card Wibee - OK Rush & Cash      | 3-2 | 26-28, 26-24, 25-21, 23-25, 15-12 |
| 10-11         | Samsung Bluefangs - Korean Air Jumbos  | 2-3 | 25-27, 18-25, 25-21, 25-19, 11-15 |
| 12-11         | Hyundai Skywalkers - KB Stars          | 3-1 | 26-24, 33-31, 18-25, 25-22        |
| 13-11         | OK Rush & Cash - Samsung Bluefangs     | 3-2 | 25-18, 15-25, 25-21, 18-25, 15-13 |
| 14-11         | KEPCO Vixtorm - Korean Air Jumbos      | 2-3 | 20-25, 27-25, 27-25, 20-25, 10-15 |
| 15-11         | Hyundai Skywalkers - Woori Card Wibee  | 1-3 | 23-25, 25-22, 18-25, 16-25        |
| 16-11         | OK Rush & Cash - KB Stars              | 3-2 | 16-25, 25-16, 25-19, 21-25, 15-11 |
| 17-11         | KEPCO Vixtorm - Samsung Bluefangs      | 1-3 | 23-25, 18-25, 25-23, 20-25        |
| 19-11         | KB Stars - Woori Card Wibee            | 0-3 | 22-25, 13-25, 22-25               |
| 20-11         | Korean Air Jumbos - OK Rush & Cash     | 3-2 | 25-17, 23-25, 25-19, 23-25, 15-4  |
| 21-11         | Samsung Bluefangs - Hyundai Skywalkers | 3-1 | 27-29, 25-15, 25-19, 25-21        |
| 22-11         | Woori Card Wibee - KEPCO Vixtorm       | 3-0 | 26-24, 25-22, 25-16               |
| 23-11         | KB Stars - Korean Air Jumbos           | 0-3 | 20-25, 21-25, 23-25               |
| 24-11         | Hyundai Skywalkers - OK Rush & Cash    | 3-0 | 25-18, 25-23, 26-24               |
| 26-11         | KEPCO Vixtorm - KB Stars               | 3-1 | 20-25, 25-21, 25-17, 25-23        |
| 27-11         | Woori Card Wibee - Samsung Bluefangs   | 3-0 | 25-17, 25-21, 25-18               |
| 28-11         | Korean Air Jumbos - Hyundai Skywalkers | 0-3 | 23-25, 21-25, 25-27               |
| 29-11         | OK Rush & Cash - KEPCO Vixtorm         | 2-3 | 18-25, 25-23, 25-23, 23-25, 13-15 |

| Terzo round |                                        |     |                                   |
|             |                                        |     |                                   |
| 30-11       | KB Stars - Samsung Bluefangs           | 2-3 | 29-31, 25-23, 25-19, 18-25, 17-19 |
| 01-12       | Hyundai Skywalkers - Korean Air Jumbos | 2-3 | 17-25, 22-25, 25-23, 25-23, 9-15  |
| 03-12       | KB Stars - OK Rush & Cash              | 3-0 | 25-23, 27-25, 25-23               |
| 04-12       | Samsung Bluefangs - Woori Card Wibee   | 2-3 | 27-29, 25-16, 15-25, 30-28, 6-15  |
| 05-12       | KEPCO Vixtorm - Hyundai Skywalkers     | 0-3 | 20-25, 21-25, 15-25               |
| 06-12       | OK Rush & Cash - Korean Air Jumbos     | 1-3 | 29-27, 14-25, 14-25, 19-25        |
| 07-12       | Woori Card Wibee - KB Stars            | 2-3 | 25-23, 25-11, 20-25, 26-28, 10-15 |
| 08-12       | Samsung Bluefangs - KEPCO Vixtorm      | 3-0 | 26-26, 25-25, 25-25               |
| 10-12       | OK Rush & Cash - Woori Card Wibee      | 3-2 | 22-25, 25-19, 28-30, 25-23, 15-8  |
| 11-12       | Hyundai Skywalkers - Samsung Bluefangs | 3-0 | 25-15, 25-17, 27-25               |
| 12-12       | Korean Air Jumbos - KB Stars           | 2-3 | 25-13, 23-25, 21-25, 25-18, 11-15 |
| 13-12       | KEPCO Vixtorm - OK Rush & Cash         | 0-3 | 22-25, 20-25, 22-25               |
| 14-12       | Woori Card Wibee - Hyundai Skywalkers  | 0-3 | 37-39, 22-25, 18-25               |
| 15-12       | Korean Air Jumbos - Samsung Bluefangs  | 3-0 | 25-22, 25-21, 25-22               |
| 18-12       | KB Stars - KEPCO Vixtorm               | 1-3 | 22-25, 19-25, 25-21, 23-25        |
| 19-12       | Woori Card Wibee - Korean Air Jumbos   | 3-2 | 22-25, 25-21, 28-30, 27-25, 15-12 |
| 20-12       | Samsung Bluefangs - OK Rush & Cash     | 3-0 | 27-25, 25-23, 25-21               |
| 21-12       | Hyundai Skywalkers - KB Stars          | 3-0 | 25-23, 25-19, 25-13               |
| 22-12       | Korean Air Jumbos - KEPCO Vixtorm      | 3-2 | 27-29, 25-22, 25-16, 24-26, 21-19 |
| 24-12       | OK Rush & Cash - Hyundai Skywalkers    | 0-3 | 18-25, 21-25, 23-25               |
| 25-12       | KEPCO Vixtorm - Woori Card Wibee       | 1-3 | 35-33, 19-25, 19-25, 23-25        |

| Quarto round |                                        |     |                                   |
|              |                                        |     |                                   |
| 28-12        | OK Rush & Cash - Samsung Bluefangs     | 3-0 | 25-23, 25-22, 25-18               |
| 29-12        | KB Stars - Korean Air Jumbos           | 3-1 | 25-22, 25-23, 23-25, 25-19        |
| 31-12        | Woori Card Wibee - KEPCO Vixtorm       | 3-0 | 25-15, 26-24, 25-16               |
| 01-01        | Samsung Bluefangs - KB Stars           | 3-1 | 21-25, 25-18, 25-19, 25-20        |
| 03-01        | Hyundai Skywalkers - OK Rush & Cash    | 1-3 | 25-27, 18-25, 25-22, 21-25        |
| 04-01        | Korean Air Jumbos - Woori Card Wibee   | 0-3 | 19-25, 21-25, 22-25               |
| 14-01        | KEPCO Vixtorm - Korean Air Jumbos      | 0-3 | 21-25, 23-25, 19-25               |
| 15-01        | Hyundai Skywalkers - Woori Card Wibee  | 1-3 | 21-25, 18-25, 25-23, 19-25        |
| 16-01        | OK Rush & Cash - KB Stars              | 2-3 | 18-25, 23-25, 25-23, 25-18, 12-15 |
| 17-01        | KEPCO Vixtorm - Samsung Bluefangs      | 3-0 | 25-19, 25-17, 26-24               |
| 18-01        | Korean Air Jumbos - Hyundai Skywalkers | 1-3 | 25-23, 23-25, 19-25, 17-25        |
| 19-01        | Woori Card Wibee - OK Rush & Cash      | 3-2 | 25-20, 20-25, 25-15, 20-25, 15-13 |
| 21-01        | Hyundai Skywalkers - KEPCO Vixtorm     | 3-0 | 25-17, 25-18, 25-19               |
| 22-01        | KB Stars - Woori Card Wibee            | 0-3 | 23-25, 23-25, 25-27               |
| 23-01        | Samsung Bluefangs - Korean Air Jumbos  | 0-3 | 21-25, 21-25, 19-25               |
| 24-01        | OK Rush & Cash - KEPCO Vixtorm         | 3-1 | 25-20, 20-25, 25-21, 29-27        |
| 25-01        | KB Stars - Hyundai Skywalkers          | 1-3 | 25-23, 20-25, 20-25, 26-28        |
| 26-01        | Woori Card Wibee - Samsung Bluefangs   | 3-0 | 25-23, 25-15, 25-12               |
| 27-01        | Korean Air Jumbos - OK Rush & Cash     | 3-0 | 25-23, 25-21, 25-12               |
| 28-01        | KEPCO Vixtorm - KB Stars               | 1-3 | 23-25, 25-17, 21-25, 12-25        |
| 29-01        | Samsung Bluefangs - Hyundai Skywalkers | 1-3 | 27-25, 19-25, 18-25, 30-32        |

| Quinto round |                                        |     |                                   |
|              |                                        |     |                                   |
| 30-01        | OK Rush & Cash - Korean Air Jumbos     | 0-3 | 19-25, 25-27, 18-25               |
| 31-01        | KB Stars - KEPCO Vixtorm               | 3-2 | 25-23, 22-25, 23-25, 25-17, 15-13 |
| 01-02        | Samsung Bluefangs - Woori Card Wibee   | 0-3 | 17-25, 17-25, 17-25               |
| 02-02        | Hyundai Skywalkers - Korean Air Jumbos | 2-3 | 25-27, 22-25, 34-32, 25-20, 12-15 |
| 04-02        | KB Stars - OK Rush & Cash              | 3-0 | 25-21, 25-21, 25-22               |
| 05-02        | Woori Card Wibee - Hyundai Skywalkers  | 3-0 | 28-26, 25-23, 30-28               |
| 06-02        | Korean Air Jumbos - Samsung Bluefangs  | 3-1 | 25-22, 22-25, 25-20, 25-15        |
| 07-02        | KEPCO Vixtorm - OK Rush & Cash         | 0-3 | 25-27, 24-26, 22-25               |
| 08-02        | Hyundai Skywalkers - KB Stars          | 3-1 | 29-27, 25-17, 18-25, 25-20        |
| 09-02        | Woori Card Wibee - Korean Air Jumbos   | 1-3 | 31-33, 25-21, 19-25, 19-25        |
| 11-02        | KB Stars - Samsung Bluefangs           | 3-2 | 25-21, 25-21, 16-25, 20-25, 15-12 |
| 12-02        | KEPCO Vixtorm - Woori Card Wibee       | 2-3 | 25-22, 10-25, 19-25, 25-22, 6-15  |
| 13-02        | OK Rush & Cash - Hyundai Skywalkers    | 2-3 | 20-25, 26-24, 25-22, 22-25, 8-15  |
| 14-02        | Korean Air Jumbos - KB Stars           | 3-0 | 25-22, 25-17, 25-20               |
| 15-02        | Samsung Bluefangs - KEPCO Vixtorm      | 3-0 | 26-24, 25-15, 25-16               |
| 16-02        | OK Rush & Cash - Woori Card Wibee      | 1-3 | 25-22, 15-25, 20-25, 20-25        |
| 18-02        | Hyundai Skywalkers - Samsung Bluefangs | 1-3 | 17-25, 22-25, 25-22, 20-25        |
| 19-02        | Korean Air Jumbos - KEPCO Vixtorm      | 3-0 | 25-19, 25-18, 25-17               |
| 20-02        | Woori Card Wibee - KB Stars            | 3-0 | 25-21, 25-23, 28-26               |
| 21-02        | Samsung Bluefangs - OK Rush & Cash     | 1-3 | 20-25, 19-25, 25-19, 23-25        |
| 22-02        | KEPCO Vixtorm - Hyundai Skywalkers     | 2-3 | 21-25, 25-21, 25-23, 22-25, 14-16 |

| Sesto round |                                        |     |                                   |
|             |                                        |     |                                   |
| 23-02       | KB Stars - Woori Card Wibee            | 0-3 | 18-25, 19-25, 22-25               |
| 25-02       | KEPCO Vixtorm - Samsung Bluefangs      | 2-3 | 23-25, 26-24, 25-22, 10-25, 11-15 |
| 26-02       | OK Rush & Cash - KB Stars              | 3-1 | 25-17, 17-25, 25-21, 25-23        |
| 27-02       | Woori Card Wibee - Hyundai Skywalkers  | 3-2 | 25-20, 25-21, 23-25, 23-25, 15-11 |
| 28-02       | Samsung Bluefangs - Korean Air Jumbos  | 1-3 | 19-25, 25-23, 15-25, 15-25        |
| 29-02       | OK Rush & Cash - KEPCO Vixtorm         | 3-1 | 25-23, 25-21, 21-25, 25-21        |
| 01-03       | KB Stars - Hyundai Skywalkers          | 2-3 | 22-25, 22-25, 25-23, 25-22, 24-26 |
| 03-03       | Woori Card Wibee - OK Rush & Cash      | -   | annullata                         |
| 04-03       | KB Stars - Korean Air Jumbos           | -   | annullata                         |
| 05-03       | Hyundai Skywalkers - KEPCO Vixtorm     | -   | annullata                         |
| 06-03       | OK Rush & Cash - Samsung Bluefangs     | -   | annullata                         |
| 07-03       | Korean Air Jumbos - Woori Card Wibee   | -   | annullata                         |
| 08-03       | KEPCO Vixtorm - KB Stars               | -   | annullata                         |
| 10-03       | Samsung Bluefangs - Hyundai Skywalkers | -   | annullata                         |
| 11-03       | Korean Air Jumbos - OK Rush & Cash     | -   | annullata                         |
| 12-03       | Woori Card Wibee - KEPCO Vixtorm       | -   | annullata                         |
| 13-03       | Samsung Bluefangs - KB Stars           | -   | annullata                         |
| 14-03       | Hyundai Skywalkers - OK Rush & Cash    | -   | annullata                         |
| 15-03       | KEPCO Vixtorm - Korean Air Jumbos      | -   | annullata                         |
| 17-03       | Woori Card Wibee - Samsung Bluefangs   | -   | annullata                         |
| 18-03       | Korean Air Jumbos - Hyundai Skywalkers | -   | annullata                         |

#### Classifica
| Pos. | Squadra            | Pt | G  | V  | P  | SV | SP | Ratio | PF    | PS    | Ratio |
| ---- | ------------------ | -- | -- | -- | -- | -- | -- | ----- | ----- | ----- | ----- |
| 1.   | Woori Card Wibee   | 69 | 32 | 25 | 7  | 81 | 42 | 1,929 | 2 895 | 2 637 | 1,098 |
| 2.   | Korean Air Jumbos  | 65 | 31 | 23 | 8  | 76 | 42 | 1,810 | 2 782 | 2 549 | 1,091 |
| 3.   | Hyundai Skywalkers | 56 | 32 | 19 | 13 | 73 | 54 | 1,352 | 2 970 | 2 880 | 1,031 |
| 4.   | OK Rush & Cash     | 50 | 32 | 16 | 16 | 62 | 63 | 0,984 | 2 744 | 2 821 | 0,973 |
| 5.   | Samsung Bluefangs  | 41 | 32 | 13 | 19 | 54 | 70 | 0,771 | 2 704 | 2 782 | 0,972 |
| 6.   | KB Stars           | 31 | 33 | 10 | 23 | 53 | 83 | 0,639 | 2 952 | 3 087 | 0,956 |
| 7.   | KEPCO Vixtorm      | 24 | 32 | 6  | 26 | 39 | 84 | 0,464 | 2 621 | 2 912 | 0,900 |

## Premi individuali
| Premio                   | Giocatore       | Squadra            |
| ------------------------ | --------------- | ------------------ |
| MVP della Regular Season | Na Gyeong-bok   | Woori Card Wibee   |
| MVP 1º round             | Song Myung-geun | OK Rush & Cash     |
| MVP 2º round             | Andrés Villena  | Korean Air Jumbos  |
| MVP 3º round             | Daudi Okello    | Hyundai Skywalkers |
| MVP 4º round             | Felipe Banderó  | Woori Card Wibee   |
| MVP 5º round             | Andrés Villena  | Korean Air Jumbos  |
| Miglior allenatore       | Shin Young-chul | Woori Card Wibee   |
| Miglior esordiente       | Jeong Seong-gyu | Samsung Bluefangs  |
| Miglior palleggiatore    | Han Sun-soo     | Korean Air Jumbos  |
| Miglior opposto          | Andrés Villena  | Korean Air Jumbos  |
| Miglior schiacciatore    | Na Gyeong-bok   | Woori Card Wibee   |
| Miglior schiacciatore    | Jung Ji-seok    | Korean Air Jumbos  |
| Miglior centrale         | Shin Yung-suk   | Hyundai Skywalkers |
| Miglior centrale         | Kim Kyu-min     | Korean Air Jumbos  |
| Miglior libero           | Lee Sang-uk     | Woori Card Wibee   |

## Classifica finale
| Pos | Squadra            |
| --- | ------------------ |
| 1   | Woori Card Wibee   |
| 2   | Korean Air Jumbos  |
| 3   | Hyundai Skywalkers |
| 4   | OK Rush & Cash     |
| 5   | Samsung Bluefangs  |
| 6   | KB Stars           |
| 7   | KEPCO Vixtorm      |

## Statistiche
| Rendimento individuale | Rendimento individuale | Rendimento individuale | Rendimento individuale |
| Pos.                   | Nome                   | Punti                  | Squadra                |
| ---------------------- | ---------------------- | ---------------------- | ---------------------- |
| 1                      | Andrés Villena         | 786                    | Korean Air Jumbos      |
| 2                      | Gavin Schmitt          | 689                    | KEPCO Vixtorm          |
| 3                      | Felipe Banderó         | 659                    | Woori Card Wibee       |
| 4                      | Daudi Okello           | 548                    | Hyundai Skywalkers     |
| 5                      | Leo Andrić             | 515                    | OK Rush & Cash         |
| 6                      | Na Gyeong-bok          | 491                    | Woori Card Wibee       |
| 7                      | Park Chul-woo          | 444                    | Samsung Bluefangs      |
| 8                      | Song Myung-geun        | 436                    | OK Rush & Cash         |
| 9                      | Jeon Kwang-in          | 433                    | Hyundai Skywalkers     |
| 10                     | Jung Ji-seok           | 428                    | Korean Air Jumbos      |

| Attacchi vincenti | Attacchi vincenti | Attacchi vincenti | Attacchi vincenti  |
| Pos.              | Nome              | Punti             | Squadra            |
| ----------------- | ----------------- | ----------------- | ------------------ |
| 1                 | Andrés Villena    | 669               | Korean Air Jumbos  |
| 2                 | Gavin Schmitt     | 627               | KEPCO Vixtorm      |
| 3                 | Felipe Banderó    | 565               | Woori Card Wibee   |
| 4                 | Daudi Okello      | 493               | Hyundai Skywalkers |
| 5                 | Leo Andrić        | 446               | OK Rush & Cash     |
| 6                 | Na Gyeong-bok     | 408               | Woori Card Wibee   |
| 7                 | Park Chul-woo     | 400               | Samsung Bluefangs  |
| 8                 | Song Myung-geun   | 371               | OK Rush & Cash     |
| 9                 | Jeon Kwang-in     | 357               | Hyundai Skywalkers |
| 10                | Kim Jeong-ho      | 351               | KB Stars           |

| Muri vincenti | Muri vincenti  | Muri vincenti | Muri vincenti      |
| Pos.          | Nome           | Punti         | Squadra            |
| ------------- | -------------- | ------------- | ------------------ |
| 1             | Shin Yung-suk  | 98            | Hyundai Skywalkers |
| 2             | Choi Min-ho    | 82            | Hyundai Skywalkers |
| 3             | Park Sang-ha   | 77            | Samsung Bluefangs  |
| 3             | Kim Hong-jung  | 77            | KB Stars           |
| 5             | Kim Kyu-min    | 74            | Korean Air Jumbos  |
| 6             | Park Jin-woo   | 65            | KB Stars           |
| 7             | Felipe Banderó | 55            | Woori Card Wibee   |
| 8             | Jeon Kwang-in  | 54            | Hyundai Skywalkers |
| 9             | Jung Ji-seok   | 51            | Korean Air Jumbos  |
| 9             | Andrés Villena | 51            | Korean Air Jumbos  |

| Battute vincenti | Battute vincenti | Battute vincenti | Battute vincenti  |
| Pos.             | Nome             | Punti            | Squadra           |
| ---------------- | ---------------- | ---------------- | ----------------- |
| 1                | Andrés Villena   | 66               | Korean Air Jumbos |
| 2                | Leo Andrić       | 54               | OK Rush & Cash    |
| 3                | Jung Ji-seok     | 43               | Korean Air Jumbos |
| 4                | Kim In-hyuk      | 41               | KEPCO Vixtorm     |
| 4                | Kim Jeong-ho     | 41               | KB Stars          |
| 6                | Felipe Banderó   | 39               | Woori Card Wibee  |
| 7                | Na Gyeong-bok    | 37               | Woori Card Wibee  |
| 7                | Jo Jae-sung      | 37               | OK Rush & Cash    |
| 9                | Song Myung-geun  | 34               | OK Rush & Cash    |
| 10               | Jeong Seong-gyu  | 27               | Samsung Bluefangs |